# Pierre de Liedekerke de Pailhe
Pour les articles homonymes, voir Liedekerke (homonymie) et Pailhe.
Pour les autres membres de la famille, voir Maison de Liedekerke.
Pierre Charles Marie Joseph comte de Liedekerke de Pailhe (Bruxelles, 31 mars 1869 - Jehay-Bodegnée, 16 septembre 1943), est un homme politique belge, membre du Parti catholique.

## Biographie
Il fut juriste, conseiller communal et bourgmestre de Jehay-Bodegnée (1903-26), conseiller de la province de Liège (1909-12), député élu de l'arrondissement de Huy-Waremme (1912-36).
Il fut ministre des affaires économiques (1925-26) et de l'Agriculture (1926).
Il fut membre de la Ligue antimaçonnique. Il exerça le poste de ministre de l'économie.